# Nephochaetopteryx angustifrons
Nephochaetopteryx angustifrons är en tvåvingeart som beskrevs av Guilherme A.M.Lopes 1942. Nephochaetopteryx angustifrons ingår i släktet Nephochaetopteryx och familjen köttflugor. Inga underarter finns listade i Catalogue of Life.